# ホワイト・プレインズ (ニューヨーク州)

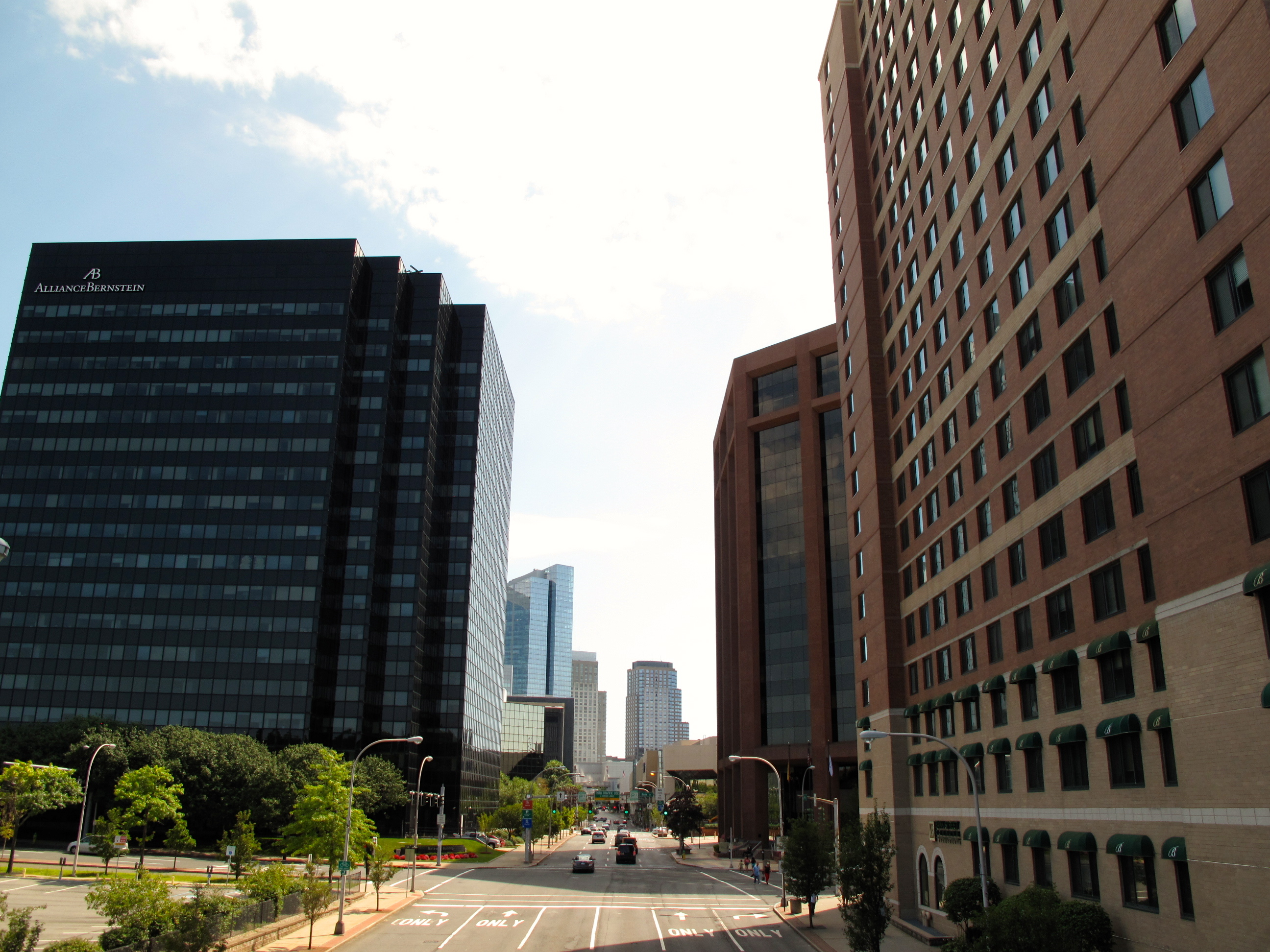
メインストリート

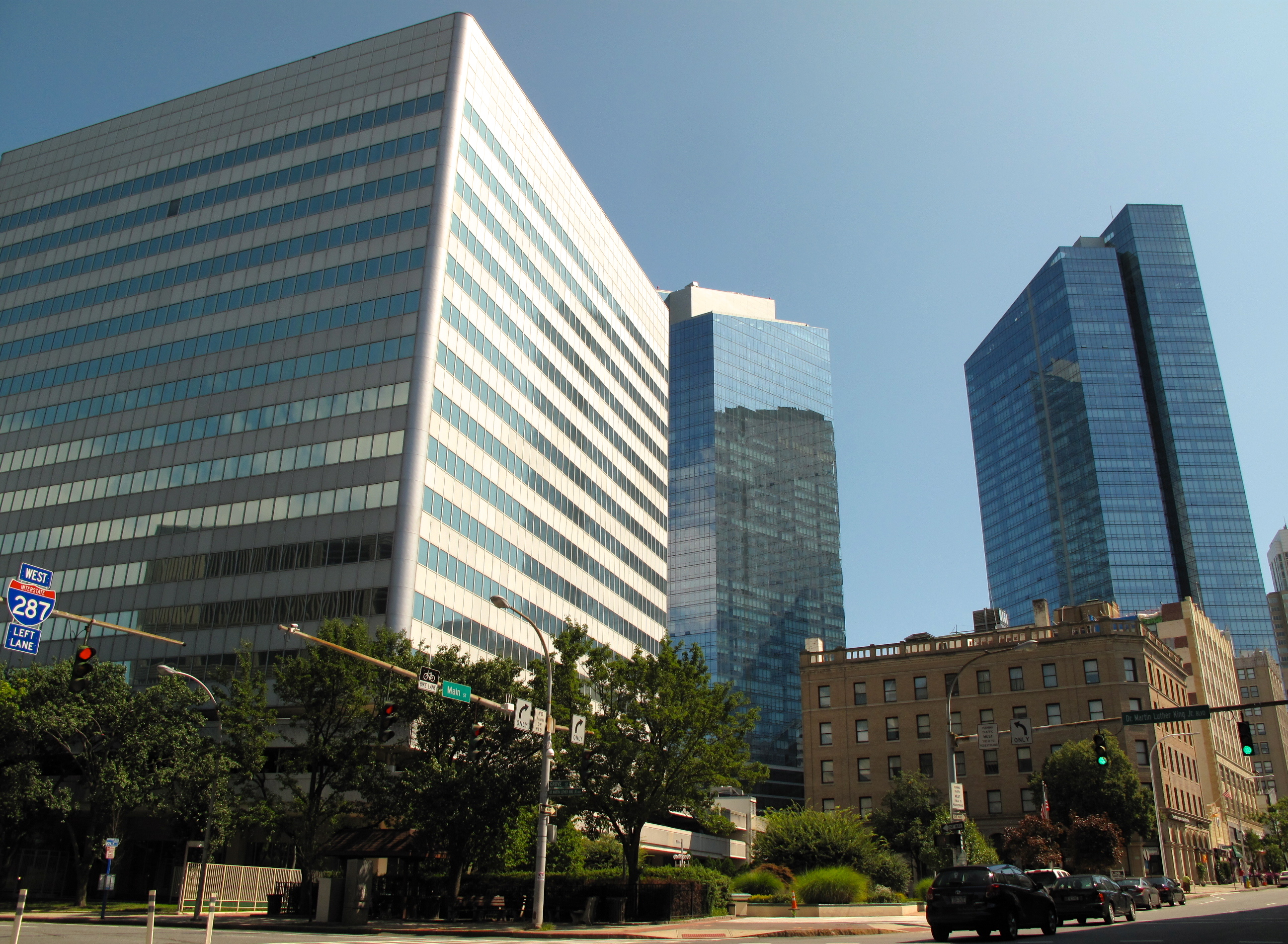
ダウンタウン

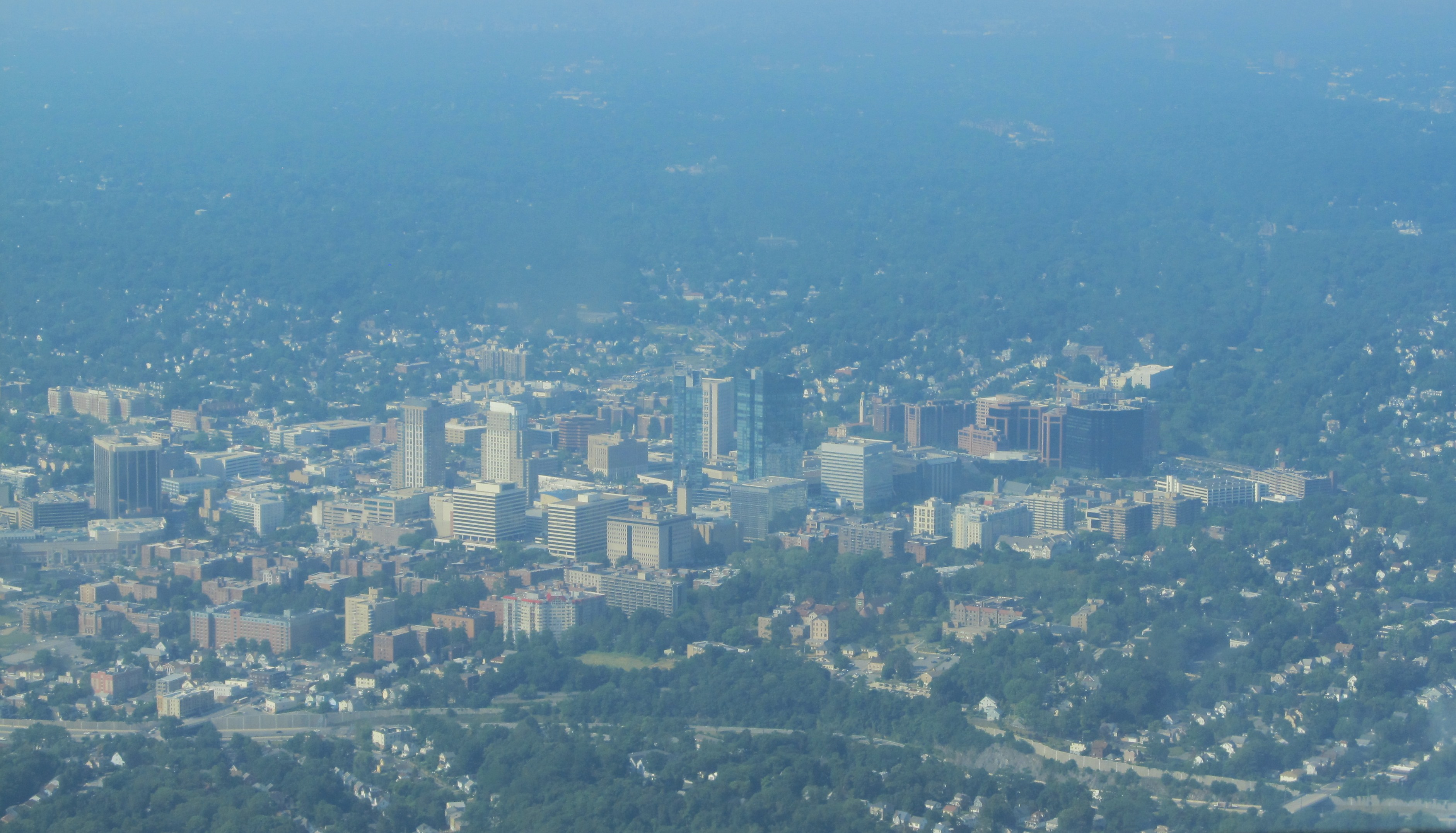
上空から

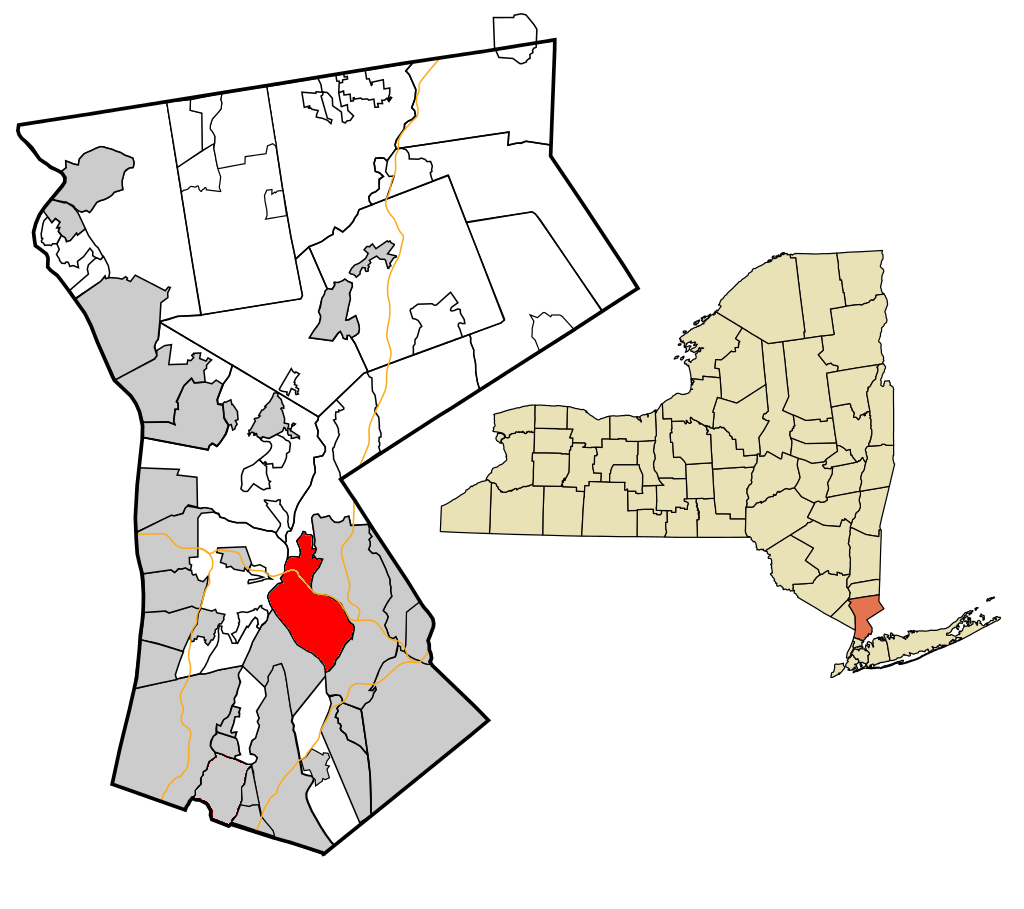
ウェストチェスター郡内の位置

ホワイト・プレインズ（英:White Plains）は、ニューヨーク州ウエストチェスター郡の郡庁所在地である。ニューヨークの北40kmに位置している。人口は5万9559人（2020年）。ただし、昼間はオフィス街に人口流入があり、人口は2倍以上に膨れ上がる。
ニューヨーク郊外の住宅地だが、ダウンタウンには商業施設の集積があり、大企業の事務所が立ち並ぶビジネス地区がある。ダウンタウン周辺に複数の大学、専門学校も存在する。
隣接する市町村を含めて、富裕層の住民が多い。居住環境はマンハッタンに比べ格段に良いとされる。居住コストが高い事で知られるが「理想の住宅地」調査で上位にランクされる。

## 歴史
ホワイト・プレインズの名前の由来は、原住部族であるWeckquaeskeck族のQuarropasという言葉を訳したもので、意味としては、白い草の生える湿地帯と言う意味になる。
1683年にモヒカン族 (Mohican)から土地を購入したイギリス人の植民が行われ、それが町の元になったとされる。
独立戦争時は、ハウ将軍の率いるイギリス軍と、ワシントン将軍の率いる大陸軍の小競り合いである、ホワイトプレインズの戦いが現在のホワイト・プレインズ駅近辺で行われた。
また、ニューヨーク州での独立宣言は最初にホワイトプレインズ村で読み上げられたとされる。
郡都には1866年に指定され、1916年に市となった。

## 交通
- ホワイト・プレインズ駅：ダウンタウンの西に立地している。グランド・セントラル駅から約40分の距離にある。
- ウェストチェスター・カウンティ空港：ダウンタウンの8km北東に立地している。
- ビーラインバスシステム：路線バスを運行している。

## 人物
ホワイト・プレインズ出身または関係人物は次の通り。
- リンダ・カトリン・スミス - 作曲家